# Gitwinksihlkw
Gitwinksihlkw är en ort i Kanada.   Den ligger i provinsen British Columbia, i den sydvästra delen av landet, 3 800 km väster om huvudstaden Ottawa. Gitwinksihlkw ligger 25 meter över havet och antalet invånare är 201.
Terrängen runt Gitwinksihlkw är varierad. Trakten runt Gitwinksihlkw är nära nog obefolkad, med mindre än två invånare per kvadratkilometer.. Det finns inga andra samhällen i närheten.
I omgivningarna runt Gitwinksihlkw växer i huvudsak barrskog.